# Memorial Javier Piñar Hafner
El Memorial Javier Piñar Hafner es uno de los grandes premios que se disputa desde el 2006 en  el Gran Hipódromo de Andalucía de Dos Hermanas, durante la temporada de invierno, en el mes de febrero. La carrera esta destinada a caballos y yeguas de tres años sobre una distancia de 1.800 metros.
Desde la edición del 2006 hasta la edición del 2012, la distancia era de 2.100 metros. La edición del 2020 es la única que se ha disputado sobre otra superficie, en este caso sobre la arena, y la distancia fue de 2.000 metros.

## Palmarés[1][2][3][4][5][6][7][8]
| Memorial Javier Piñar Hafner |                            |                            |                            |                                                 |                            |
| 2025                         | GAUCIN (FR)                | Denisa Sikorová            | Álvaro Soto                | Cuadra Mediterráneo                             | 1800m                      |
| 2024                         | DON BOSCO (FR)             | Borja Fayos                | Álvaro Soto                | Cuadra Mediterráneo                             | 1800m                      |
| 2023                         | SOPHIE'S WATCH (GB)        | Julia Zambudio             | Óscar Anaya                | Cuadra Medina Diaz                              | 1800m                      |
| 2022                         | GLORYTOF (FR)              | José Luis Martínez         | Álvaro Soto                | Cuadra Mediterráneo                             | 1800m                      |
| 2021                         | No se disputó esta edición | No se disputó esta edición | No se disputó esta edición | No se disputó esta edición                      | No se disputó esta edición |
| 2020                         | PUEYO (IRE)                | Borja Fayos                | Román Martín Vidania       | Cuadra Martul                                   | 1800m                      |
| 2019                         | ELUAN (GB)                 | Václav Janáček             | Ángel Imaz Beloqui         | Cuadra Martul                                   | 2000m                      |
| 2018                         | FALAK (FR)                 | Jaime Gelabert             | José Calderón              | Cuadra Nanina                                   | 1800m                      |
| 2017                         | HIPODAMO DE MILETO (FR)    | Borja Fayos                | José Calderón              | Cuadra Nanina                                   | 1800m                      |
| 2016                         | FLANDERS FLAME (GB)        | Ricardo Sousa              | Helder Pereira             | Cuadra Nossa Senhora Do Vale                    | 1800m                      |
| 2015                         | No se disputó esta edición | No se disputó esta edición | No se disputó esta edición | No se disputó esta edición                      | No se disputó esta edición |
| 2014                         | WINDSOR BUOY (IRE)         | Borja Fayos                | Peter Haley                | Cuadra Hewsue                                   | 1800m                      |
| 2013                         | GRIEVOUS ANGEL (IRE)       | Óscar Ortiz de Urbina      | Óscar Anaya                | Cuadra BP San Mateo                             | 1800m                      |
| 2012                         | MAKALALI (GB)              | Iván López                 | Óscar Anaya                | Cuadra Martel Sánchez                           | 2100m                      |
| 2011                         | CASEDA (IRE)               | Václav Janáček             | Michaella Augelli          | Cuadra Roncesvalles                             | 2100m                      |
| 2010                         | REY MAMBO (IRE)            | José Luis Martínez         | Jorge Callejo              | Cuadra El Pino                                  | 2100m                      |
| 2009                         | ALHAMAR (FR)               | Jorge Edgar Jarcovsky      | Manuel Álvarez             | Cuadra Kebbir                                   | 2100m                      |
| 2008                         | CHELLA PILLAI (IRE)        | Iván López                 | Peter Haley                | Cuadra Dreamstars & Sunshine Racing Association | 2100m                      |
| 2007                         | BARAHIR (IRE)              | Jorge Horcajada            | Mauricio Delcher Sánchez   | Cuadra Miranda                                  | 2100m                      |
| 2006                         | DON TENORIO (GB)           | José Luis Borrego          | Manuel Álvarez             | Cuadra Jepe                                     | 2100m                      |